# Knapton
Knapton é uma vila e freguesia no distrito de North Norfolk em Norfolk, Inglaterra, cerca de 18,6 milhas (29,9 km) de Norwich.

## Transporte
A via principal é a A148, que vai de King's Lynn até Mundesley.

## História
No Domesday Book, Knapton foi chamada Kanapatone

## Igreja
A igreja de Knapton, denominada São Pedro e São Paulo Igreja Paroquial(Saint Peters and Saint Paul’s).

## Gallery

Bodham
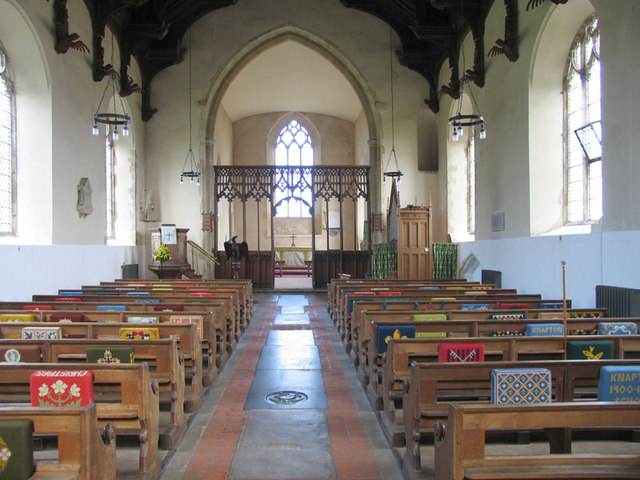
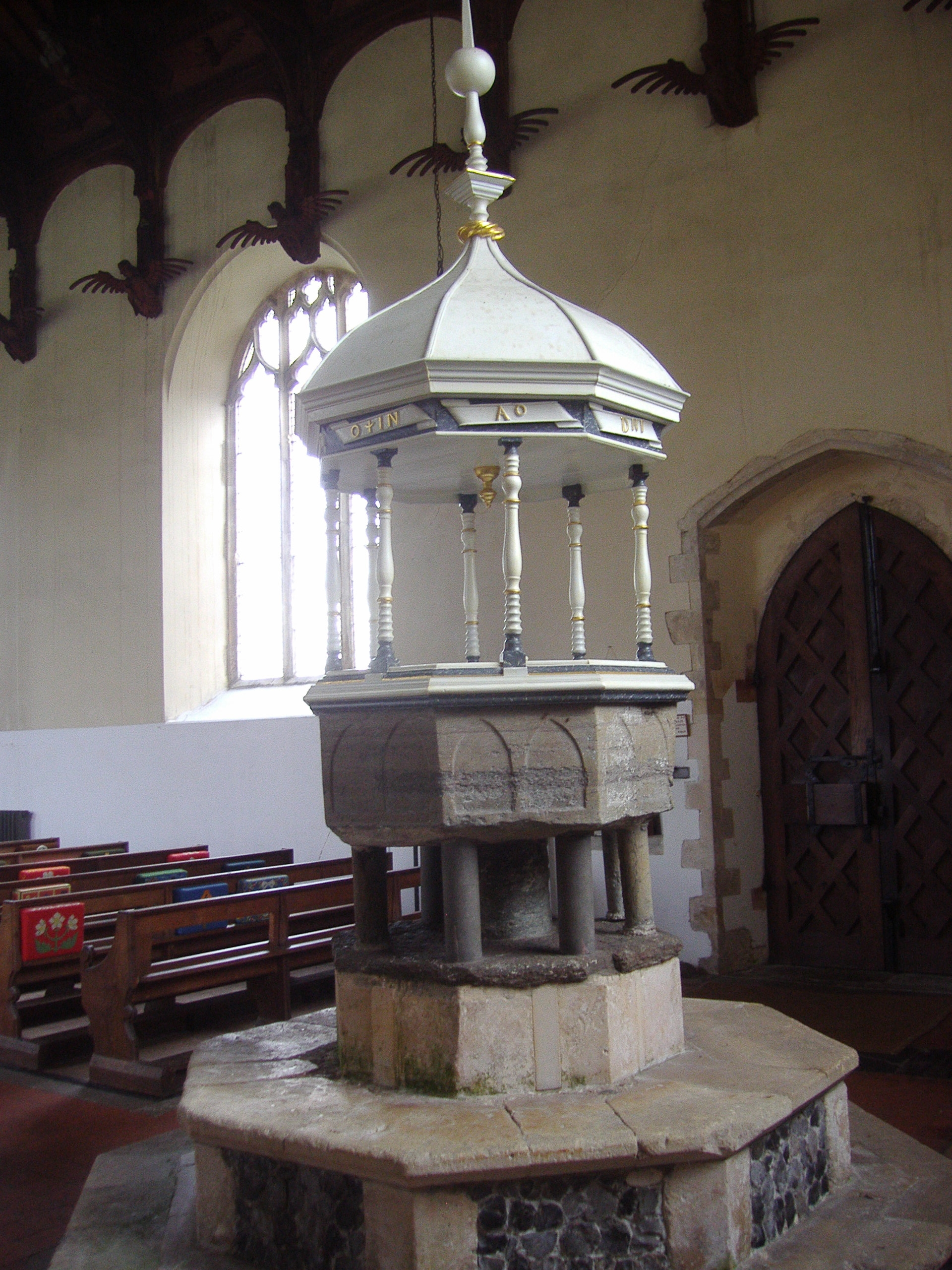
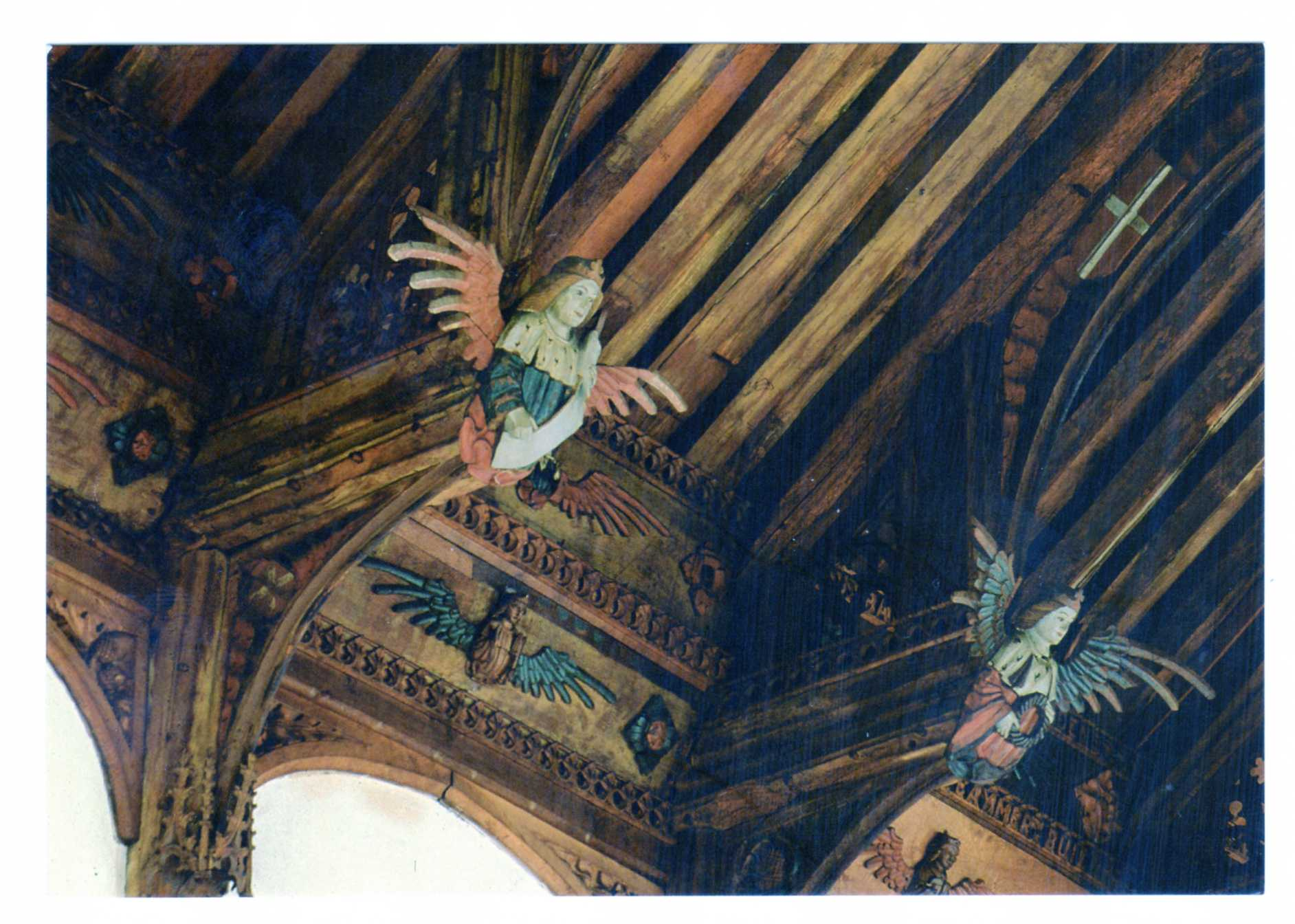